# I'm Not Scared
I'm Not Scared è un brano musicale inciso dal gruppo musicale pop britannico Eighth Wonder, pubblicato nei primi mesi del 1988 come singolo che anticipava l'uscita dell'album Fearless, uscito nello stesso anno.
Il singolo ottenne un buon successo in Francia, Italia, Svizzera, Germania e Regno Unito, dove riuscì ad entrare nella top ten dei singoli più venduti.
Il brano fu scritto dai Pet Shop Boys e la versione originale conteneva alcuni versi in lingua francese. J'ai pas peur, il lato B del 45 giri, è una versione alternativa del brano, con testo interamente tradotto in francese, e recitato da Patsy Kensit.
I Pet Shop Boys inclusero una loro versione del brano nel loro album Introspective, pubblicato negli ultimi mesi del 1988.

## Tracce
7" single CBS SCARE 1 [uk] / EAN 5099765135978
1. I'm Not Scared — 3:49
2. J'ai pas peur — 5:48

12" maxi CBS 651359 6, 651359 6
1. I'm Not Scared (disco mix) — 7:58
2. I'm Not Scared (album version) — 4:30
3. J'ai pas peur — 5:48

CD maxi 651359 2, SCAREC 1, SCARE C1
1. I'm Not Scared (disco mix) — 8:03
2. I'm Not Scared — 4:35
3. J'ai pas peur — 5:48

CD single - Promo PSK 1625
1. I'm Not Scared (radio mix) — 3:49
2. I'm Not Scared (long euro mix) — 7:58
3. I'm Not Scared ("little" Louie Vega mix club mix) — 5:17

12" maxi - Promo PAS 1623
1. I'm Not Scared ("little" Louie Vega mix) — 7:17
2. I'm Not Scared (dub version) — 4:55
3. J'ai pas peur (French version) — 5:48
4. I'm Not Scared (long euro mix) — 7:58
5. Baby Baby (dusted mix) — 6:00

## Classifiche
| Classifica (1988) | Posizione più alta |
| ----------------- | ------------------ |
| Austria           | 20                 |
| Paesi Bassi       | 27                 |
| Francia           | 8                  |
| Germania          | 5                  |
| Irlanda           | 14                 |
| Italia            | 1                  |
| Svizzera          | 2                  |
| Regno Unito       | 7                  |